# Майда
Ма̀йда (на италиански: Maida) е градче и община в Южна Италия, провинция Катандзаро, регион Калабрия. Разположено е на 299 m надморска височина. Населението на общината е 4453 души (към 2012 г.).
В общинската територия се намира село Вена ди Майда (Vena di Maida, на арбърешки: Vina, Вина), където живее албанско общество, наречено арбъреши. Те са се заселили в този район между XV и XVIII век като бежанци от османското владичество. Община Майда е затова е част от етнографическия район Арберия.